# Robert Charles Cottrell-Hill
Robert Charles Cottrell-Hill, britanski general, * 1903, † 1965.